# Bo Dallas
Taylor Michael Rotunda (Brooksville, 25 de maio de 1990) é um lutador de wrestling profissional estadunidense. 
Enquanto esteve no território de desenvolvimento Florida Championship Wrestling, ele ganhou três vezes o FCW Florida Heavyweight Championship e duas vezes FCW Florida Tag Team Championship com seu irmão Husky Harris (Bray Wyatt).

## Carreira no wrestling profissional

### World Wrestling Entertainment / WWE

#### Florida Championship Wrestling (2008–2012)
Em 2008, Rotunda assinou um contrato de desenvolvimento com a World Wrestling Entertainment (WWE) e foi designado para o território de desenvolvimento, a Florida Championship Wrestling (FCW), onde estreou em dezembro derrotando Caleb O'Neal. Em 16 de dezembro de 2008, Rotunda, lutando sob seu nome real se uniu com Kris Logan para derrotar Ryback e Jon Cutler em uma tag team match. Durante todo o início de 2009, Rotunda continuou em lutas tag team, e mudou ring name para Tank Rotunda em fevereiro. Em junho, ele começou a lutar como Bo Rotunda e depois Bo Rotundo, e no mês seguinte ele começou formou uma tag team com seu irmão, Duke Rotundo. Nas gravações da FCW TV em 23 de junho, The Rotundo Brothers derrotaram The Dude Busters (Caylen Croft e Trent Barreta) para se tornarem #1 contenders pelo FCW Florida Tag Team Championship. Naquela mesma noite, eles derrotaram Justin Angel e Kris Logan para conquistarem pela primeira vez o FCW Florida Tag Team Championship. Eles  defenderam com sucesso os cinturões contra Dylan Klein e Vance Archer e Curt Hawkins e Heath Slater. Em 19 de novembro, The Rotundo Brothers perderam os títulos para o The Dude Busters (Hawkins e Croft).
No início de 2010, The Rotundo Brothers começaram a rivalizar com The Usos (Jimmy e Jules), e sua manager, Sarona Snuka. Eles perderam para The Usos em 14 de janeiro, mas derrotaram The Usos e Donny Marlow em uma six-man tag team match, com Wes Brisco. Em uma revanche em 11 de março, The Rotundos derrotaram The Usos. Em abril, eles rivalizaram com Jackson Andrews e Curt Hawkins, que começou quando Rotundo enfrentou Andrews em uma singles match e ganhou por desqualificação quando Hawkins interferiu. Nas gravações da FCW na semana seguinte, The Rotundos uniram-se com Eli Cottonwood, mas acabaram derrotados por Hawkins, Andrews, e Leo Kruger. Rotundo ficou ausente da FCW, devido a lesão, fazendo seu regresso em junho. No seu regresso derrotou diversos lutadores, incluindo Derrick Bateman, Hawkins, Tyler Reks e Brodus Clay.
Em agosto, o FCW Florida Heavyweight Champion Mason Ryan emitiu um desafio aberto, que Rotundo aceitou. Rotundo perdeu a luta pelo título, após Rayan o finalizar. Em 3 de fevereiro de 2011, Rotundo derrotou Ryan para ganhar o FCW Florida Heavyweight Championship pela primeira vez, mas perdeu o cinturão para Lucky Cannon na mesma noite. Ele recuperou o título de Cannon três meses depois, em 19 de maio. Rotundo fez sua estréia na WWE em 25 de julho, derrotando Primo em uma dark match antes do Raw. Em 16 de agosto, Rotundo derrotou Joey Ryan em outra dark match nas gravações do Smackdown, e na semana seguinte em 23 de agosto, Rotundo perdeu para Wade Barrett em uma dark match antes do SmackDown. Em 1 de setembro, Rotundo desocupou o FCW Florida Heavyweight Championship devido a lesão. Mais tarde, naquele mês, foi relatado que Rotundo tinha um rim dilacerado, e era esperado que ficasse ausente durante vários meses para se recuperar.
Rotundo voltou às gravações da FCW TV em 29 de janeiro de 2012, e fez uma promo declarando que iria  recuperar o FCW Florida Heavyweight Championship. Em 2 de fevereiro, Rotundo e seu irmão, agora como Husky Harris, derrotaram Brad Maddox e Eli Cottonwood, um substituto do lesionado Briley Pierce, para vencer o FCW Florida Tag Team Championship pela segunda vez. Os irmãos perderam os cinturões em 15 de março, quando foram derrotados por Jake Carter e Corey Graves. Em maio de 2012, Rotundo fez várias aparições em house shows da WWE, derrotando Drew McIntyre.
Em um evento da FCW em 16 de junho de 2012, Rotunda mudou seu nome deringue para Bo Dallas e derrotou Rick Victor para vencer o FCW Florida Heavyweight Championship pela terceira vez, logo depois da vitória de Victor sobre Seth Rollins. Ele perdeu o título para Victor em um live event da FCW em 13 de julho de 2012.

#### NXT (2012-2014)
Em junho de 2012, Dallas estreou no primeiro episódio da sexta temporada do NXT, onde ele derrotou Rick Viktor. No episódio do dia 23 de maio de 2013 do NXT, Dallas derrotou o então campeão Big E Langston para conquistar o NXT Championship. No NXT Arrival, em 2014, foi derrotado por Adrian Neville, perdendo o título.
Bo-lieve (2014–2016)

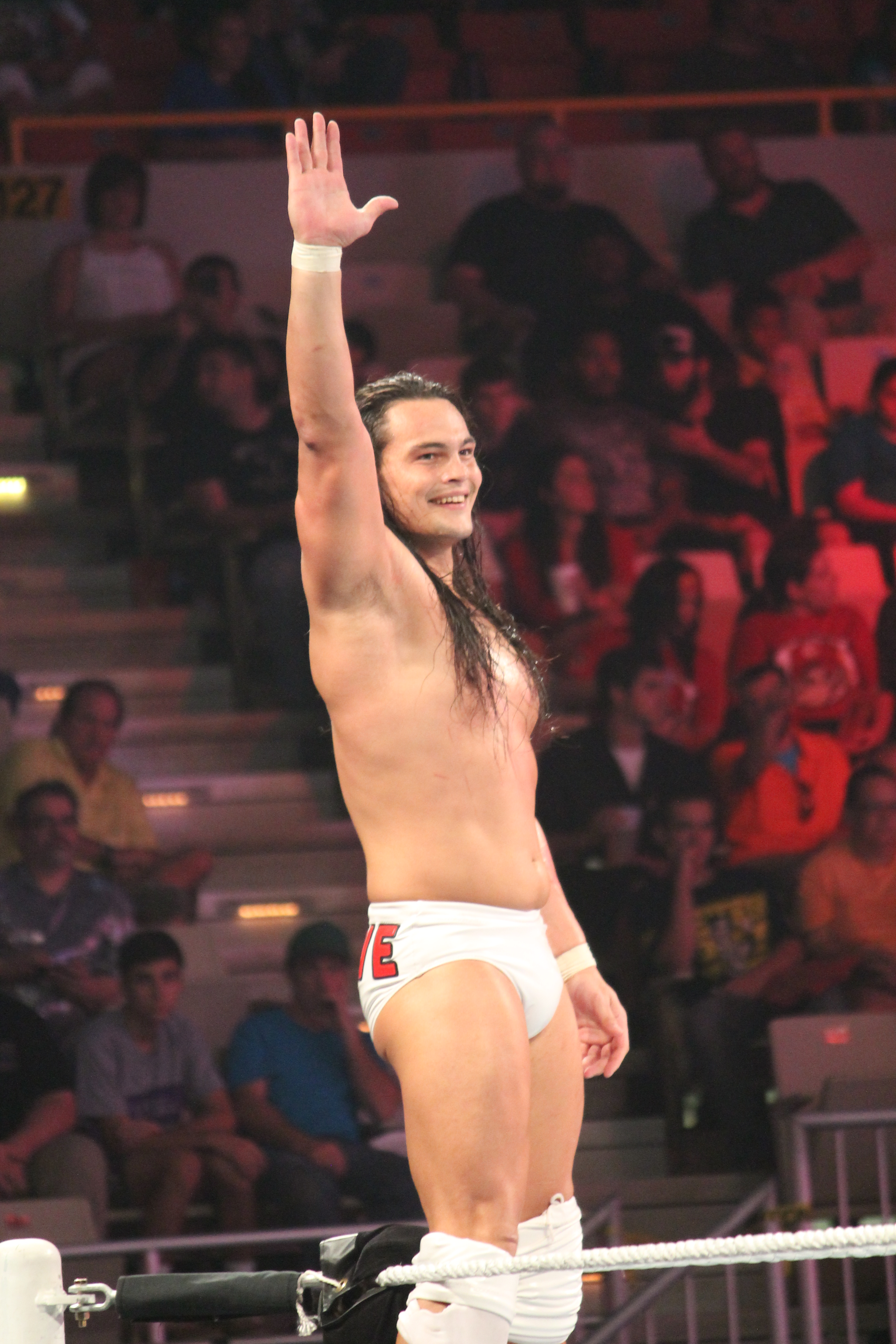
Bo Dallas em Setembro de 2014.

Dallas foi para o plantel principal da WWE em 23 de maio de 2014, quando derrotou Sin Cara em uma edição do SmackDown. Durante os primeiros meses, conseguiu uma sequência de 17 vitórias seguidas, sendo finalmente derrotado por R-Truth no episódio de 30 de julho do Raw. A primeira rivalidade de Bo Dallas na WWE foi contra Jack Swagger, que se iniciou após Dallas irritar Swagger, que havia perdido uma rivalidade anterior contra o também recém chegado do NXT, Rusev. Em 7 de outubro de 2014 numa edição do Main Event, Dallas recebeu sua primeira oportunidade de título no plantel principal, que foi contra Dolph Ziggler, porém acabou sendo derrotado.
A primeira aparição de Bo Dallas na WrestleMania se deu na edição de 2015, onde fez parte do André the Giant Memorial Trophy, que acabou sendo vencida por Big Show.

#### The Social Outcasts (2016–2017)
Em janeiro de 2016, Bo Dallas se juntou a Curtis Axel, Adam Rose e Heath Slater para formar a stable chamada "The Social Outcasts", onde falavam que eram desvalorizados pela empresa e pelos fãs, não tendo seus talentos reconhecidos. A stable teve seu fim em julho do mesmo ano, quando ocorreu o WWE Draft, fazendo com que Dallas e Axel fizessem parte do Raw e Heath Slater ficasse sem brand. Adam Rose já havia sido demitido da empresa nesse período. Após o draft, Dallas decidiu seguir carreira solo no Raw, desfazendo sua parceria com Curtis Axel, chegando a entrar em uma pequena rivalidade com o mesmo e saindo vitorioso.

#### The Miztourage e The B-Team (2017–2018)
Em 2017, juntamente com The Miz e Curtis Axel formaram uma stable chamada "The Miztourage", onde ele e Axel eram os guarda costas de Miz, muitas vezes interferindo em suas defesas do título Intercontinental e ajudando-o a retê-lo em várias ocasiões. A stable teve seu fim em 15 de abril de 2018, quando The Miz foi transferido para o SmackDown, assim deixando Axel e Dallas no Raw. Em 14 de Maio, os dois formaram o "B Team", onde atravessaram uma série invicta culminando na conquista do Raw Tag Team Championship no Extreme Rules, em 15 de julho de 2018. Defenderam o título no SummerSlam contra o The Revival, onde o "B-Team" saiu vencedor. No episódio de 3 de setembro de 2018 do Raw, o "B-Team" foi derrotado por Drew McIntyre e Dolph Ziggler em uma luta válida pelo Raw Tag Team Championship, onde saíram derrotados, terminando o reinado de 50 dias com o título.

## Vida pessoal
Rotunda é um wrestler profissional da terceira geração, seu avô Blackjack Mulligan, seu pai Mike Rotunda e seus tios Barry e Kendall Windham eram todos wrestler profissionais. Seu irmão Windham também foi wrestler profissional, conhecido na WWE como Bray Wyatt.
Rotunda se formou no ensino médio na Hernando High School em 2008. Durante seus dois anos finais do ensino médio, ele se classificou para a campeonatos de wrestling estaduais. Ele também jogou futebol como um linebacker. Rotunda recebeu uma oferta de bolsa estudantil da Webber International University, em Babson Park, Flórida, mas a oferta não se oficializou, ele decidiu se tornar wrestler profissional.
Em 19 de fevereiro de 2012, Rotunda foi preso por dirigir sob a influência de álcool em Tampa, Flórida, com níveis de 0,166 e 0,178 de acordo com dois testes de etilômetro, mais do que o dobro do limite legal. Ele foi solto mais tarde naquele dia, após o pagamento da fiança de US$500.

## No wrestling
- Movimentos de finalização

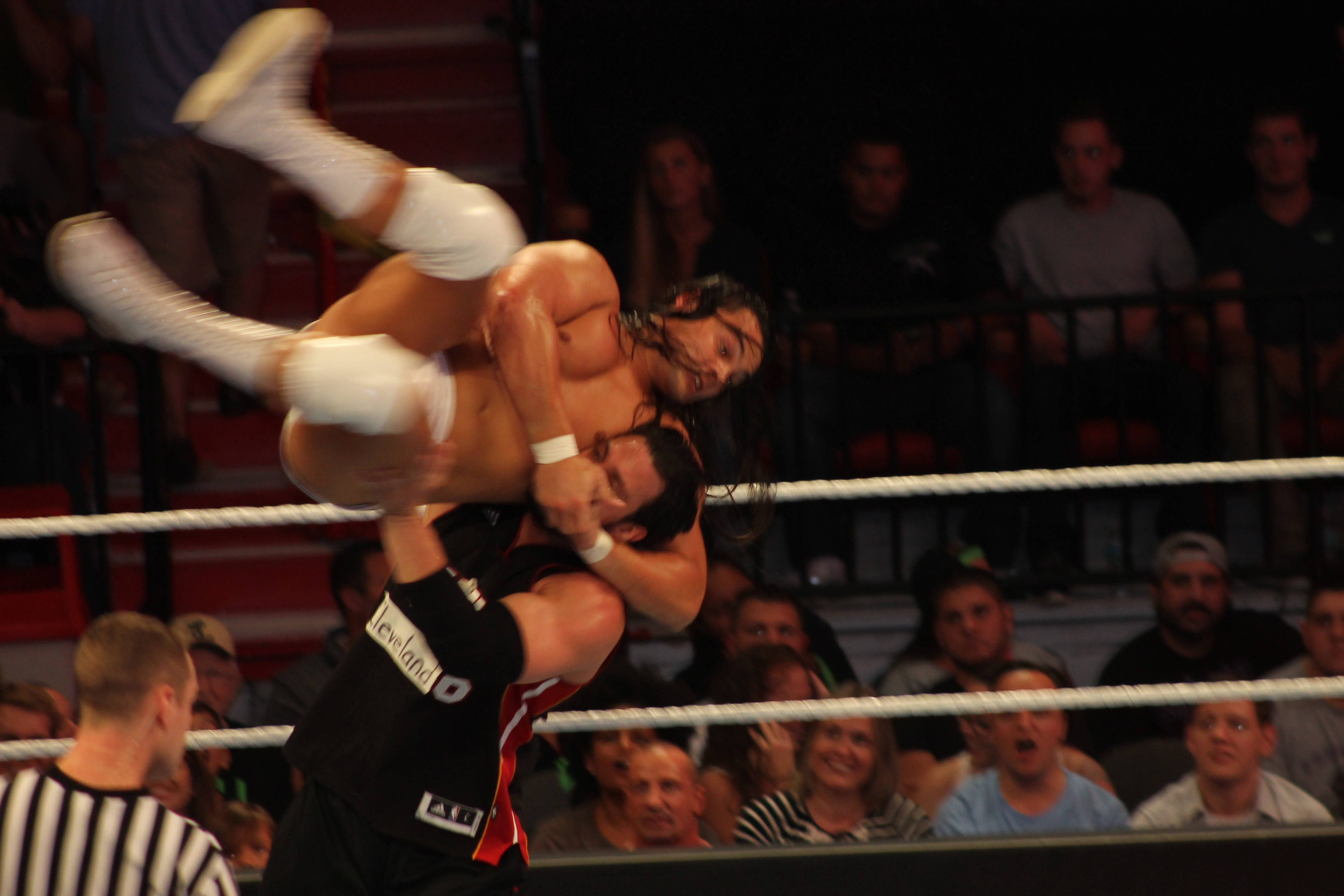
Dallas aplicando o "Bo-Dog" em Damien Sandow

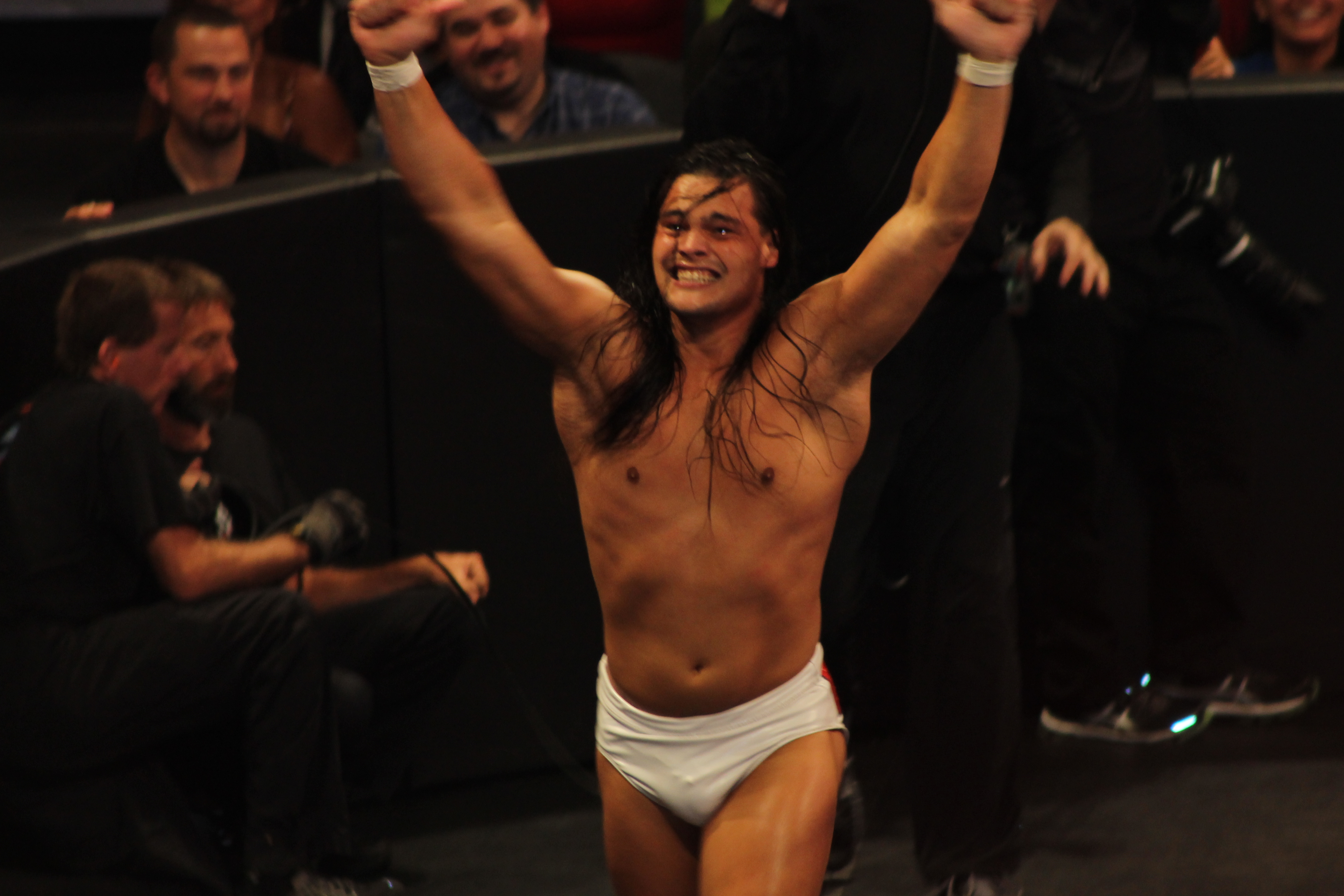
Dallas comemorando após uma vitória.

  - Bo-Dazzler (Exploder suplex) — 2013; usado como movimentos secundário após isso[28][29]
  - Bo-Dog[4] (Corner springboard bulldog) — 2014–2016 [30][31][32]
  - Snap double arm DDT — 2014[33]
  - Spear (FCW) [3][31][34][35]
  - Rollin' the Dice (Rolling cutter)

- Movimentos secundários
  - Múltiplos knee drops, com teatralidade[36]
  - Neckbreaker[36]
  - Running back elbow[2][36]
  - Running big bootem um oponente curvado[30][31][32]

- Alcunhas
  - "Bo Washington"[37]
  - "The New World's Strongest Man"[37]
  - "The Inspirational Superstar"[38]

- Temas de entrada
  - "Texas Special" por Thomas Blug & Mark Scholz (NXT, 2012-19 de fevereiro de 2013)
  - "Anything" por Jim Johnston[39] (19 de fevereiro de 2013 – maio de 2014)
  - "Shoot for the Stars" por CFO$[40] (Abril de 2014–presente)

## Títulos e prêmios
- Florida Championship Wrestling
  - FCW Florida Heavyweight Championship (3 vezes)[8]
  - FCW Florida Tag Team Championship (2 vezes) – com Duke Rotundo[5][16]

- WWE NXT
  - NXT Championship (1 vez)

WWE Plantel Principal
WWE
RAW Tag Team Champion - with Curtis Axel
- Pro Wrestling Illustrated
  - PWI o colocou na 73º posição dos 500 melhores lutadores individuais em 2014.[41]